# Nagyveleg
Nagyveleg est un village et une commune du comitat de Fejér en Hongrie.